# آیات‌الرجعه
آیات الرجعه  کتابی است به فارسی پیرامون اثبات عقیده شیعیان دربارهٔ رجعت، نوشته میرزا محسن عماد العلما مدرس خوشنویس اردبیلی که در ۱۳۱۷ شمسی تالیف و در ۱۳۱۸ شمسی در تهران چاپ گردید.
نویسنده به ۱۴ آیه در قرآن پیرامون رجعت استناد کرده و بخی روایات امان شیعه را در ذیل آیات آورده‌است. در پایان به دو آیه دربارهٔ ظهور حجت بن حسن استناد کرده‌است.

## منبع‌ها
- دانشنامه تشیع، جلد اول، صفحه ۲۳۹